# Merla de vàrzea
La merla de vàrzea (Turdus sanchezorum) és un ocell de la família dels túrdids (Turdidae).

## Hàbitat i distribució
Habita les zones boscoses de l'oest de l'Amazònia.